# BC Ostende
Maillots
Le Basketbalclub Oostende (Filou Oostende pour des raisons de sponsoring) ou BC Ostende en français,  est un club belge de basket-ball basé dans la ville d'Ostende, évoluant en première division belgo-néerlandaise. Fondé en 1970 sous le matricule 245, il est le club le plus titré en championnat et Coupe de Belgique, particulièrement dominant depuis les années 2010.

## Noms successifs
- 1970 - 1999 : Sunair Oostende
- 1999 - 2000 : Orange Oostende
- 2000 - 2008 : Telindus Oostende
- 2008 - 2010 : Base Oostende
- 2010 - 2017 : Telenet Oostende
- 2017 - 2018 : BC Oostende
- Depuis 2018 : Filou Oostende

## Palmarès
| Compétitions nationales | Compétitions régionales |
| - Championnat de Belgique (26) : - Champion : 1981, 1982, 1983, 1984, 1985, 1986, 1988, 1995, 2001, 2002, 2006, 2007, 2012, 2013, 2014, 2015, 2016, 2017, 2018, 2019, 2020, 2021, 2022, 2023, 2024 et 2025 - Vice-champion : 1991, 1996, 1997 et 2000 - Coupe de Belgique (21) : - Vainqueur : 1979, 1981, 1982, 1983, 1985, 1989, 1991, 1997, 1998, 2001, 2008, 2010, 2013, 2014, 2015, 2016, 2017, 2018, 2021 et 2025 - Finaliste : 1996, 1999, 2004, 2011, 2019, 2022 et 2023 - Supercoupe de Belgique (13) : - Vainqueur : 1981, 1982, 1988, 1989, 1998, 2000, 2006, 2014, 2015, 2017 et 2018 | - BNXT League (1) : - Champion : 2024 - Vice-champion : 2022 et 2023 - Supercoupe BNXT (3): - Vainqueur : 2021, 2022 et 2023 - BeNeLux Cup (1) : - Vainqueur : 1988 |

## Personnalités du club

### Entraîneurs successifs
| - 1978 - 1979 : Ron Adams - 0000-00000 : Roger Dutremble - 1984 - 1985 : Marteen van Gent - 0000 - 1988 : Terry Kunze - 1988 - 1989 : Marteen van Gent - 0000-00000 : Tony Van Den Bosch - 1992 - 1994 : Don Beck - 1994 - 1997 : Ton Boot - 1997 - 1998 : Vlade Đurović - 1998 00000 : Nick Nurse - 1998 - 1999 : Dirk Bauermann - 1999 - 2001 : Lucien Van Kersschaever | - 2001 - 2004 : Eddy Casteels - 2004 - 2005 : Matteo Boniciollio - 2005 - 2006 : Mihailo Uvalin - 2006 - 2007 : Umberto Badioli - 2007 - 2008 : Sharon Drucker - 2008 00000 : Vlada Vukoičić - 2008 - 2009 : Umberto Badioli - 2009 - 2010 : Memi Bečirovič - 2010 - 2011 : Jean-Marc Jaumin - 2011 - 2025 : Dario Gjergja - 2025 -0000 : Georgios Dedas |